# Berberisspanner
De berberisspanner (Pareulype berberata) is een nachtvlinder uit de familie van de spanners (Geometridae). 

## Kenmerken
De voorvleugellengte bedraagt tussen de 13 en 15 mm. De basiskleur van de voorvleugel is lichtbruin. De binnenste deel van de voorvleugel is donkerder gekleurd, met aan de binnen- en vooral buitenkant een verdonkerde band. Het midden van de vleugel is lichter gekleurd. Daarbuiten loopt een smal bandje dat aan de voorste helft donkerder gekleurd is. In de vleugelpunt bevindt zich ook een donkere tekening.

## Levenscyclus
De berberisspanner gebruikt zuurbes (Berberis vulgaris) als waardplant. De rups is te vinden van juli tot oktober. De soort overwintert als pop in een losse cocon onder de grond of in de strooisellaag. Er zijn jaarlijks twee generaties die vliegen van halverwege april tot in september.

## Voorkomen
De soort komt voor van Europa en Marokko tot de gebergten in Centraal-Azië. De berberisspanner is in Nederland een soort van de duinen en de zandgronden in het binnenland, daarbuiten is hij zeldzaam. In België is het een niet zo gewone soort. 